# Waisea Nacuqu
Waisea Nacuqu, född 24 maj 1993, är en fijiansk rugbyspelare. Han ingick i det fijianska lag som tog guld i sjumannarugby vid OS 2020 och silver vid OS 2024 i Paris.